# Open de España Femenino
El Open de España Femenino es un torneo de golf que forma parte del Ladies European Tour desde el año 2002. Entre 1982 y 1996, se celebraron varias ediciones no oficiales del Open de España Femenino.
Pertenece al Ladies European Tour y cuenta con una bolsa en premios de seiscientos mil euros. Desde 2016 se denomina “Andalucía Costa del Sol Open de España”, y a partir de 2020 constituye la última prueba de la temporada en el circuito europeo, redoblando su importancia ya que durante su celebración no sólo se dirime la ganadora del Open de España, sino también la ganadora del Orden de Mérito europeo, denominado “RACE to Costa del Sol”, que atribuye un bonus económico extra a las 3 primeras del ranking anual.

## Historia
Fue relanzado por la Real Federación Española de Golf en 2002, pero ya con anterioridad se habían celebrado diversas ediciones que se pueden considerar oficiosas, entendiendo por ello que no contaban con el respaldo directo del máximo organismo nacional del deporte del golf. 
Condicionado por el débil ritmo que el golf femenino profesional español generaba hasta hace pocos años, se celebró sin embargo en 1982 la primera edición oficiosa del Open de España Femenino, con el actual campo de Valderrama (entonces conocido como Las Aves) como sede y la participación de 43 jugadoras, entre ellas las diez primeras del Orden de Mérito.
Las principal estrella española era Marta Figueras-Dotti, todavía amateur, y fue ella quien comenzó liderando la prueba con una tarjeta de 73 golpes, aunque no le sirviese después para ganar y acabase undécima por culpa de su tarjeta final, de 82 golpes, en un torneo celebrado a 54 hoyos. Incluso perdió el triunfo amateur, que consiguió brillantemente Federica Dassú (luego ganadora profesional del Open Femenino en 2003), clasificada tercera en la clasificación general a seis golpes de la ganadora.
El triunfo, y las 900 libras esterlinas del primer premio, acabó en manos de la norteamericana Rose Jones, ganadora de dos torneos en seis participaciones en Europa, que preparaba su participación en el Circuito Femenino Americano, para el que había sacado la tarjeta poco antes. Segunda acabó Jenny Lee Smith, líder del Orden de Mérito Europeo.
El torneo no tuvo continuidad en 1983, si bien La Manga, durante cinco años consecutivos (1984-1988), ofició de sede del torneo profesional femenino más importante que se disputaba en España en aquella época, con triunfos de Laura Davies (1986) y Marie Laure de Lorenzi (1988), dos nombres de trascendental importancia en el lanzamiento del golf profesional femenino europeo. Precisamente Marie Laure fue la primera jugadora capaz de ganar dos ediciones consecutivas del torneo español, aunque para ello tuviese que esperar varios años.
Tras su victoria en 1988, el mejor año, sin duda, de la jugadora francesa, se abrió otro paréntesis en la historia del Abierto Femenino Profesional español, que dejó de disputarse hasta 1994, nuevamente con La Manga como sede, que acogería otras tres ediciones consecutivas de la prueba.
La primera ganadora de esta nueva etapa fue la propia Marie Laure, esta vez con vueltas oficiales y un esfuerzo extra, ya que tuvo que salir a disputar un play-off con Sofia Gronberg, única líder que había conocido el torneo tras cada vuelta, y con quien había empatado a 282 golpes. Tras dos hoyos de desempate, De Lorenzi acabó levantando su segundo trofeo y decimoquinto de su carrera, siendo la única que ha repetido victoria hasta ahora. Amaya Arruti fue la primera española clasificada, acabando novena con 288, a seis golpes del mejor resultado.
Tras este ligero repaso a una historia interrumpida pero con nombres importantes, se produce la notable expansión del golf femenino en España, lo que anima a la RFEG a tomar cartas en el asunto para garantizar un torneo que se hacía ya obligatorio. Es entonces cuando, a partir de 2002 en Salamanca, se inicia la colaboración con Deporte & Business, punto de inicio de una trayectoria sin pausa que, ahora sí, está fuertemente instalado en el calendario internacional, sin las dudas de continuidad anteriores.

## Ganadoras
| Año                                    | Localización                           | Ganador                                | País                                   | Puntuación ganadora                    | A par                                  | Premio para la ganadora (€)            |
| Andalucía Costa del Sol Open de España | Andalucía Costa del Sol Open de España | Andalucía Costa del Sol Open de España | Andalucía Costa del Sol Open de España | Andalucía Costa del Sol Open de España | Andalucía Costa del Sol Open de España | Andalucía Costa del Sol Open de España |
| -------------------------------------- | -------------------------------------- | -------------------------------------- | -------------------------------------- | -------------------------------------- | -------------------------------------- | -------------------------------------- |
| 2024                                   | Real Guadalhorce Club de Golf          | Carlota Ciganda (2)                    | España                                 | 270                                    | -18                                    | 105,000                                |
| 2023                                   | Real Club de Golf Las Brisas           | Aditi Ashok                            | India                                  | 271                                    | -17                                    | 97,500                                 |
| 2022                                   | Villa Padierna Golf Club               | Caroline Hedwall                       | Suecia                                 | 274                                    | -18                                    | 97,500                                 |
| 2021                                   | Los Naranjos Golf Club                 | Carlota Ciganda                        | España                                 | 273                                    | -15                                    | 90,000                                 |
| 2020                                   | Real Club de Golf Guadalmina           | Emily Kristine Pedersen                | Dinamarca                              | 273                                    | -15                                    | 45,000                                 |
| 2019                                   | Aloha Golf Club                        | Anne van Dam (2)                       | Países Bajos                           | 275                                    |                                        | 45,000                                 |
| 2018                                   | La Quinta Golf & Country Club          | Anne van Dam                           | Países Bajos                           | 271                                    | -13                                    | 45,000                                 |
| 2017                                   | Real Club de Golf Guadalmina           | Azahara Muñoz (2)                      | España                                 | 269                                    | -19                                    | 45,000                                 |
| 2016                                   | Aloha Golf Club                        | Azahara Muñoz                          | España                                 | 278                                    | -10                                    | 45,000                                 |
| 2015: No disputado                     |                                        |                                        |                                        |                                        |                                        |                                        |
| 2014                                   | Golf Costa Adeje                       | Connie Chen                            | Sudáfrica                              | 276                                    |                                        | 52,500                                 |
| 2013                                   | Club de Campo Villa de Madrid          | Lee-Anne Pace                          | Sudáfrica                              | 275                                    |                                        | 52,500                                 |
| 2012                                   | Las Américas Golf Course               | Stacey Keating                         | Australia                              | 279                                    |                                        | 52,500                                 |
| 2011                                   | La Quinta Golf Resort                  | Melissa Reid                           | Inglaterra                             | 280                                    |                                        | 52,500                                 |
| 2010                                   | Flamingos Golf Club                    | Laura Davies                           | Inglaterra                             | 202                                    |                                        | 52,500                                 |
| 2009                                   | Panorámica Club de Golf                | Becky Brewerton                        | Gales                                  | 270                                    |                                        | 41,250                                 |
| 2008                                   | Panorámica Club de Golf                | Emma Zackrisson                        | Suecia                                 | 281                                    |                                        | 41,250                                 |
| 2007                                   | Club de Campo del Mediterráneo         | Nikki Garrett                          | Australia                              | 275                                    |                                        | 41,250                                 |
| 2006                                   | Panorámica Club de Golf                | Lynnette Brooky                        | Nueva Zelanda                          | 275                                    |                                        | 41,250                                 |
| 2005                                   | Panorámica Club de Golf                | Iben Tinning                           | Dinamarca                              | 273                                    |                                        | 41,250                                 |
| 2004                                   | Club de Golf La Coruña                 | Stéphanie Arricau                      | Francia                                | 279                                    |                                        | 41,250                                 |
| 2003                                   | Campos de Golf de Salamanca            | Federica Dassù                         | Italia                                 | 282                                    |                                        | 37,500                                 |
| 2002                                   | Campos de Golf de Salamanca            | Karine Icher                           | Francia                                | 277                                    |                                        | 37,500                                 |
| 1997-2001: No disputado                |                                        |                                        |                                        |                                        |                                        |                                        |
| Open de España La Manga                |                                        |                                        |                                        |                                        |                                        |                                        |
| 1996                                   | La Manga Club                          | Caryn Louw                             | Sudáfrica                              | 206                                    |                                        | 9,000                                  |
| 1995                                   | La Manga Club                          | Rachel Hetherington                    | Australia                              | 202                                    |                                        | 7,500                                  |
| 1994                                   | La Manga Club                          | Marie-Laure de Lorenzi                 | Francia                                | 207                                    |                                        |                                        |
| 1989-1993: No disputado                |                                        |                                        |                                        |                                        |                                        |                                        |
| 1988                                   | La Manga Club                          | Marie-Laure Taya                       | Francia                                | 207                                    |                                        |                                        |
| 1987                                   | La Manga Club                          | Corinne Dibnah                         | Australia                              | 276                                    |                                        |                                        |
| 1986                                   | La Manga Club                          | Laura Davies                           | Inglaterra                             | 286                                    |                                        |                                        |
| 1985                                   | La Manga Club                          | Alison Sheard                          | Sudáfrica                              | 285                                    |                                        |                                        |
| 1984                                   | La Manga Club                          | Maxine Burton                          | Inglaterra                             | 286                                    |                                        |                                        |
| 1983: No disputado                     |                                        |                                        |                                        |                                        |                                        |                                        |
| 1982                                   | Las Aves                               | Rosie Jones                            | Estados Unidos                         | 224                                    |                                        |                                        |